# Bob Neal
Robert Neal Hobgood (Belgisch-Congo, 6 oktober 1917 – 9 mei 1983) was een Amerikaans deejay en muziekpromotor. Hij was een tijd manager van Elvis Presley en van Johnny Cash.
Neal werd geboren in Belgisch-Congo als kind van protestantse Amerikaanse missionarissen. In 1942 verhuisde hij naar Memphis (Tennessee) waar hij deejay werd bij een lokaal radiostation. Daarnaast presenteerde hij ook lokale shows met verschillende artiesten, waaronder de beginnende Elvis Presley. Die werd aanvankelijk gemanaged door zijn gitarist Scotty Moore maar op aanraden van Sam Phillips nam Neal die taak over. Neal richtte hiervoor in 1956 Elvis Presley Enterprises op, gevestigd op Main Street in Memphis. Hij wist het werkterrein van Presley uit te breiden tot de buurstaten, maar kon niet zorgen voor een landelijke doorbraak. Om dit te bewerkstelligen werd een contract afgesloten waarbij zowel Neal als "kolonel" Tom Parker Presley zouden managen, elk voor 20% van de gage. Na een tijd steeg het werk Neal boven het hoofd en hij liet het management volledig over aan Parker.
Neal concentreerde zich terug op zijn carrière als deejay en opende ook een platenwinkel in Memphis. In 1958 werd hij manager van Johnny Cash en verhuisde hiervoor naar Californië. Na vijf jaar werd zijn contract niet verlengd en verhuisde Neal naar Nashville waar hij een vakblad over countrymuziek uitgaf.